# Selección de fútbol sub-20 de Papúa Nueva Guinea
La selección de fútbol sub-20 de Papúa Nueva Guinea es el equipo representativo de dicho país en las competiciones oficiales. Su organización está a cargo de la Asociación de Fútbol de Papúa Nueva Guinea, miembro de la OFC y la FIFA.

## Estadísticas

### Copa Mundial Sub-20
| Año                         | Fase              | Posición          | PJ                | PG                | PE                | PP                | GF                | GC                |
| --------------------------- | ----------------- | ----------------- | ----------------- | ----------------- | ----------------- | ----------------- | ----------------- | ----------------- |
| Túnez 1977                  | Sin participación | Sin participación | Sin participación | Sin participación | Sin participación | Sin participación | Sin participación | Sin participación |
| Japón 1979                  | No se clasificó   | No se clasificó   | No se clasificó   | No se clasificó   | No se clasificó   | No se clasificó   | No se clasificó   | No se clasificó   |
| Australia 1981              | No se clasificó   | No se clasificó   | No se clasificó   | No se clasificó   | No se clasificó   | No se clasificó   | No se clasificó   | No se clasificó   |
| México 1983                 | No se clasificó   | No se clasificó   | No se clasificó   | No se clasificó   | No se clasificó   | No se clasificó   | No se clasificó   | No se clasificó   |
| Unión Soviética 1985        | No se clasificó   | No se clasificó   | No se clasificó   | No se clasificó   | No se clasificó   | No se clasificó   | No se clasificó   | No se clasificó   |
| Chile 1987                  | Sin participación | Sin participación | Sin participación | Sin participación | Sin participación | Sin participación | Sin participación | Sin participación |
| Arabia Saudita 1989         | No se clasificó   | No se clasificó   | No se clasificó   | No se clasificó   | No se clasificó   | No se clasificó   | No se clasificó   | No se clasificó   |
| Portugal 1991               | Sin participación | Sin participación | Sin participación | Sin participación | Sin participación | Sin participación | Sin participación | Sin participación |
| Australia 1993              | No se clasificó   | No se clasificó   | No se clasificó   | No se clasificó   | No se clasificó   | No se clasificó   | No se clasificó   | No se clasificó   |
| Catar 1995                  | No se clasificó   | No se clasificó   | No se clasificó   | No se clasificó   | No se clasificó   | No se clasificó   | No se clasificó   | No se clasificó   |
| Malasia 1997                | Sin participación | Sin participación | Sin participación | Sin participación | Sin participación | Sin participación | Sin participación | Sin participación |
| Nigeria 1999                | Sin participación | Sin participación | Sin participación | Sin participación | Sin participación | Sin participación | Sin participación | Sin participación |
| Argentina 2001              | No se clasificó   | No se clasificó   | No se clasificó   | No se clasificó   | No se clasificó   | No se clasificó   | No se clasificó   | No se clasificó   |
| Emiratos Árabes Unidos 2003 | No se clasificó   | No se clasificó   | No se clasificó   | No se clasificó   | No se clasificó   | No se clasificó   | No se clasificó   | No se clasificó   |
| Países Bajos 2005           | Sin participación | Sin participación | Sin participación | Sin participación | Sin participación | Sin participación | Sin participación | Sin participación |
| Canadá 2007                 | Sin participación | Sin participación | Sin participación | Sin participación | Sin participación | Sin participación | Sin participación | Sin participación |
| Egipto 2009                 | Sin participación | Sin participación | Sin participación | Sin participación | Sin participación | Sin participación | Sin participación | Sin participación |
| Colombia 2011               | No se clasificó   | No se clasificó   | No se clasificó   | No se clasificó   | No se clasificó   | No se clasificó   | No se clasificó   | No se clasificó   |
| Turquía 2013                | No se clasificó   | No se clasificó   | No se clasificó   | No se clasificó   | No se clasificó   | No se clasificó   | No se clasificó   | No se clasificó   |
| Nueva Zelanda 2015          | No se clasificó   | No se clasificó   | No se clasificó   | No se clasificó   | No se clasificó   | No se clasificó   | No se clasificó   | No se clasificó   |
| Corea del Sur 2017          | No se clasificó   | No se clasificó   | No se clasificó   | No se clasificó   | No se clasificó   | No se clasificó   | No se clasificó   | No se clasificó   |
| Polonia 2019                | No se clasificó   | No se clasificó   | No se clasificó   | No se clasificó   | No se clasificó   | No se clasificó   | No se clasificó   | No se clasificó   |
| Argentina 2023              | No se clasificó   | No se clasificó   | No se clasificó   | No se clasificó   | No se clasificó   | No se clasificó   | No se clasificó   | No se clasificó   |
| Chile 2025                  | No se clasificó   | No se clasificó   | No se clasificó   | No se clasificó   | No se clasificó   | No se clasificó   | No se clasificó   | No se clasificó   |
| Total                       | 0/23              | 0º                | 0                 | 0                 | 0                 | 0                 | 0                 | 0                 |

### Campeonato Sub-20 de la OFC
| Año                     | Fase              | Posición          | PJ                | PG                | PE                | PP                | GF                | GC                |
| ----------------------- | ----------------- | ----------------- | ----------------- | ----------------- | ----------------- | ----------------- | ----------------- | ----------------- |
| Polinesia Francesa 1974 | Sin participación | Sin participación | Sin participación | Sin participación | Sin participación | Sin participación | Sin participación | Sin participación |
| Australia 1978          | Cuarto lugar      | 4º                | 3                 | 0                 | 0                 | 3                 | 0                 | 17                |
| Fiyi 1980               | Primera ronda     | 6º                | 2                 | 0                 | 0                 | 2                 | 2                 | 9                 |
| Papúa Nueva Guinea 1982 | Cuarto lugar      | 4º                | 4                 | 0                 | 1                 | 3                 | 2                 | 11                |
| Australia 1985          | Sexto lugar       | 6º                | 5                 | 0                 | 0                 | 5                 | 2                 | 31                |
| Nueva Zelanda 1986      | Sin participación | Sin participación | Sin participación | Sin participación | Sin participación | Sin participación | Sin participación | Sin participación |
| Fiyi 1988               | Primera ronda     | 5º                | 3                 | 1                 | 1                 | 1                 | 6                 | 2                 |
| Fiyi 1990               | Sin participación | Sin participación | Sin participación | Sin participación | Sin participación | Sin participación | Sin participación | Sin participación |
| Polinesia Francesa 1992 | Quinto lugar      | 5º                | 4                 | 0                 | 0                 | 4                 | 3                 | 11                |
| Fiyi 1994               | Primera ronda     | 7º                | 3                 | 0                 | 0                 | 3                 | 0                 | 6                 |
| Polinesia Francesa 1997 | Sin participación | Sin participación | Sin participación | Sin participación | Sin participación | Sin participación | Sin participación | Sin participación |
| Samoa 1998              | Sin participación | Sin participación | Sin participación | Sin participación | Sin participación | Sin participación | Sin participación | Sin participación |
| Islas Cook 2001         | Primera ronda     | 10º               | 5                 | 1                 | 0                 | 4                 | 5                 | 18                |
| Fiyi 2002               | Primera ronda     | 7º                | 2                 | 0                 | 1                 | 1                 | 2                 | 8                 |
| Islas Salomón 2005      | Sin participación | Sin participación | Sin participación | Sin participación | Sin participación | Sin participación | Sin participación | Sin participación |
| Nueva Zelanda 2007      | Sin participación | Sin participación | Sin participación | Sin participación | Sin participación | Sin participación | Sin participación | Sin participación |
| Polinesia Francesa 2008 | Sin participación | Sin participación | Sin participación | Sin participación | Sin participación | Sin participación | Sin participación | Sin participación |
| Nueva Zelanda 2011      | Primera ronda     | 5º                | 3                 | 1                 | 1                 | 1                 | 7                 | 6                 |
| Fiyi 2013               | Quinto lugar      | 5º                | 4                 | 0                 | 0                 | 4                 | 4                 | 22                |
| Fiyi 2014               | Quinto lugar      | 5º                | 5                 | 1                 | 1                 | 3                 | 6                 | 13                |
| Vanuatu 2016            | Primera ronda     | 7º                | 3                 | 0                 | 1                 | 2                 | 3                 | 8                 |
| Polinesia Francesa 2018 | Primera ronda     | -                 | 3                 | 1                 | 0                 | 2                 | 4                 | 10                |
| Polinesia Francesa 2022 | Cuartos de final  | -                 | 4                 | 1                 | 0                 | 3                 | 3                 | 11                |
| Total                   | 15/23             | 9º                | 53                | 6                 | 6                 | 41                | 49                | 183               |